# Баррон, Коннор
Ко́ннор Ба́ррон (англ. Connor Barron; 29 августа 2002, Абердин) — шотландский футболист, полузащитник клуба «Рейнджерс».

## Клубная карьера
Воспитанник футбольной академии «Абердина». В январе 2022 года подписал контракт с клубом до 2024 года. 22 января 2022 года дебютировал в основном составе «Абердина» в матче Кубка Шотландии против «Эдинбург Сити». 15 февраля 2022 года дебютировал в шотландском Премьершипе в матче против «Данди Юнайтед».
20 июня 2024 года подписал четырёхлетний контракт с «Рейнджерс»..

## Карьера в сборной
Выступал за сборные Шотландии до 16, до 17 лет и до 21 года.